# Степінь многочлена
Степінь многочлена — це найбільший із степенів всіх членів многочлена. Іноді степінь многочлена також називають порядком многочлена.

## Приклади
- Многочлен {\displaystyle \ 3-5x+2x^{5}-7x^{9}} має степінь 9.
- Многочлен {\displaystyle \ (y-3)(2y+6)(-4y-21)} має степінь 3.
- Многочлен {\displaystyle \ (3z^{8}+z^{5}-4z^{2}+6)+(-3z^{8}+8z^{4}+2z^{3}+14z)} має степінь 5.

Щоб визначити степінь многочлена, його потрібно звести до канонічного вигляду, тобто розкрити всі дужки у виразі та звести подібні члени, тобто знайти суму коефіцієнтів при членах однакового степеня. Зазвичай (але не обов'язково) члени також впорядковуються за спаданням степенів. Наприклад, зведемо до канонічного вигляду вищенаведені многочлени:
- для {\displaystyle 3-5x+2x^{5}-7x^{9}} після зміни порядку матимемо {\displaystyle -7x^{9}+2x^{5}-5x+3};
- для {\displaystyle (y-3)(2y+6)(-4y-21)} після розкриття дужок та зведення членів з однаковим степенем матимемо {\displaystyle -8y^{3}-42y^{2}+72y+378};
- для {\displaystyle (3z^{8}+z^{5}-4z^{2}+6)+(-3z^{8}+8z^{4}+2z^{3}+14z)} два подібні члени степеня 8 зникають, маємо {\displaystyle z^{5}+8z^{4}+2z^{3}-4z^{2}+14z+6}.

## Поведінка при додаванні, відніманні та множенні
Степінь суми (або різниці) двох многочленів або дорівнює найбільшому із степенів доданків, або менший від нього у випадку, коли члени з найбільшими степенями зникають.
{\displaystyle \deg(P+Q)\leq \max(\deg(P),\deg(Q))}.
{\displaystyle \deg(P-Q)\leq \max(\deg(P),\deg(Q))}.
Наприклад:   
- Степінь {\displaystyle (x^{3}+x)+(x^{2}+1)=x^{3}+x^{2}+x+1} дорівнює 3.

Зауважте, що 3 ≤ max(3,2)
- Степінь {\displaystyle (x^{3}+x)-(x^{3}+x^{2})=-x^{2}+x} дорівнює 2.

Зауважте, що 2 ≤ max(3,3)
Степінь добутку двох многочленів дорівнює сумі їхніх степенів
{\displaystyle \deg(PQ)=\deg(P)+\deg(Q)}.
Наприклад:
- Степінь {\displaystyle (x^{3}+x)(x^{2}+1)=x^{5}+2x^{3}+x} дорівнює 3+2 = 5.

## Степінь нульового многочлена
Многочлен {\displaystyle f(x)=0} називають нульовим многочленом. Він не має жодного члена, тому, строго кажучи, він не має степеня. Вищенаведені правила про степені сум та добутків не можна застосовувати, якщо один з многочленів є нульовим. 
Однак є зручним визначити степінь нульового многочлена як мінус нескінченність, {\displaystyle -\infty }, і домовитися, що
{\displaystyle \ \max(a,-\infty )=a},
і
{\displaystyle \ a+-\infty =-\infty }.
Наприклад:
- Степінь суми {\displaystyle \ (x^{3}+x)+(0)=x^{3}+x} дорівнює 3.

Зауважте, що {\displaystyle 3\leq \max(3,-\infty )}.
- Степінь різниці {\displaystyle \ x-x=0} дорівнює {\displaystyle -\infty }.

Зауважте, що {\displaystyle \ -\infty \leq \max(1,1)}.
- Степінь добутку {\displaystyle \ (0)(x^{2}+1)=0} дорівнює {\displaystyle \ (-\infty )+2=-\infty }.

## Узагальнення на випадок многочленів з кількома змінними
Для многочленів з кількома змінними степінь члена визначається як сума степенів змінних, що входять до цього члена; тоді степінь многочлена знову-таки визначається як максимум із степенів всіх його членів.  Наприклад, многочлен {\displaystyle x^{2}y^{2}+3x^{3}+4y} має степінь 4 - це степінь члена {\displaystyle x^{2}y^{2}}.
Формули для степенів суми, різності й добутку многочленів залишаються справедливими для многочленів з кількома змінними.

## Назви многочленів за степенем
- Степінь 1 - лінійний многочлен
- Степінь 2 - квадратичний многочлен
- Степінь 3 - кубічний многочлен